# Dirk de Klerk
Dirk de Klerk (Rotterdam, 6 januari 1852 - Scheveningen, 23 juli 1920) was een Nederlands politicus.
De Klerk was een liberaal Tweede Kamerlid uit Rotterdam. Hij was als smid een van de eerste (geschoolde) arbeiders in de Tweede Kamer.Hij maakte ook lange tijd deel uit van de Rotterdamse gemeenteraad en van het bestuur van het Algemeen Nederlands Werkliedenverbond. Hij Behoorde tot de sociale vleugel van de Liberale Unie, maar trad in 1901 niet toe tot de vrijzinnig-democraten. Hij stond bekend als een voortreffelijk volksredenaar.
In 1918 nam hij deel aan de verkiezingen als lijsttrekker van de Algemene Vrijzinnige Partij.
- Biografisch Portaal: 30387988
- Parlement.com: vg09ll29nbt8

1. ↑  Bron: Repertorium kleine politieke partijen 1918-1967